# شاتونوف دانترون
شاتونوف دانترون (بالفرنسية: Châteauneuf-d'Entraunes)‏ هي بلدية فرنسية تقع في إقليم الألب البحرية من منطقة بروفنس ألب كوت دازور في جنوب شرق فرنسا. تبلغ مساحة هذه المدينة 29.91 (كم²)، وترتفع عن سطح البحر 1282 م، يبلغ عدد سكانها 68 نسمة حسب إحصاء المعهد الوطني للإحصاء والدراسات الاقتصادية سنة 2009 م. وترأس Max Ginesy البلدية خلال فترة (2008-2014).

## وصلات خارجية
- صفحة البلدية على موقع المعهد الوطني للإحصاء والدراسات الاقتصادية